# Costa Calma

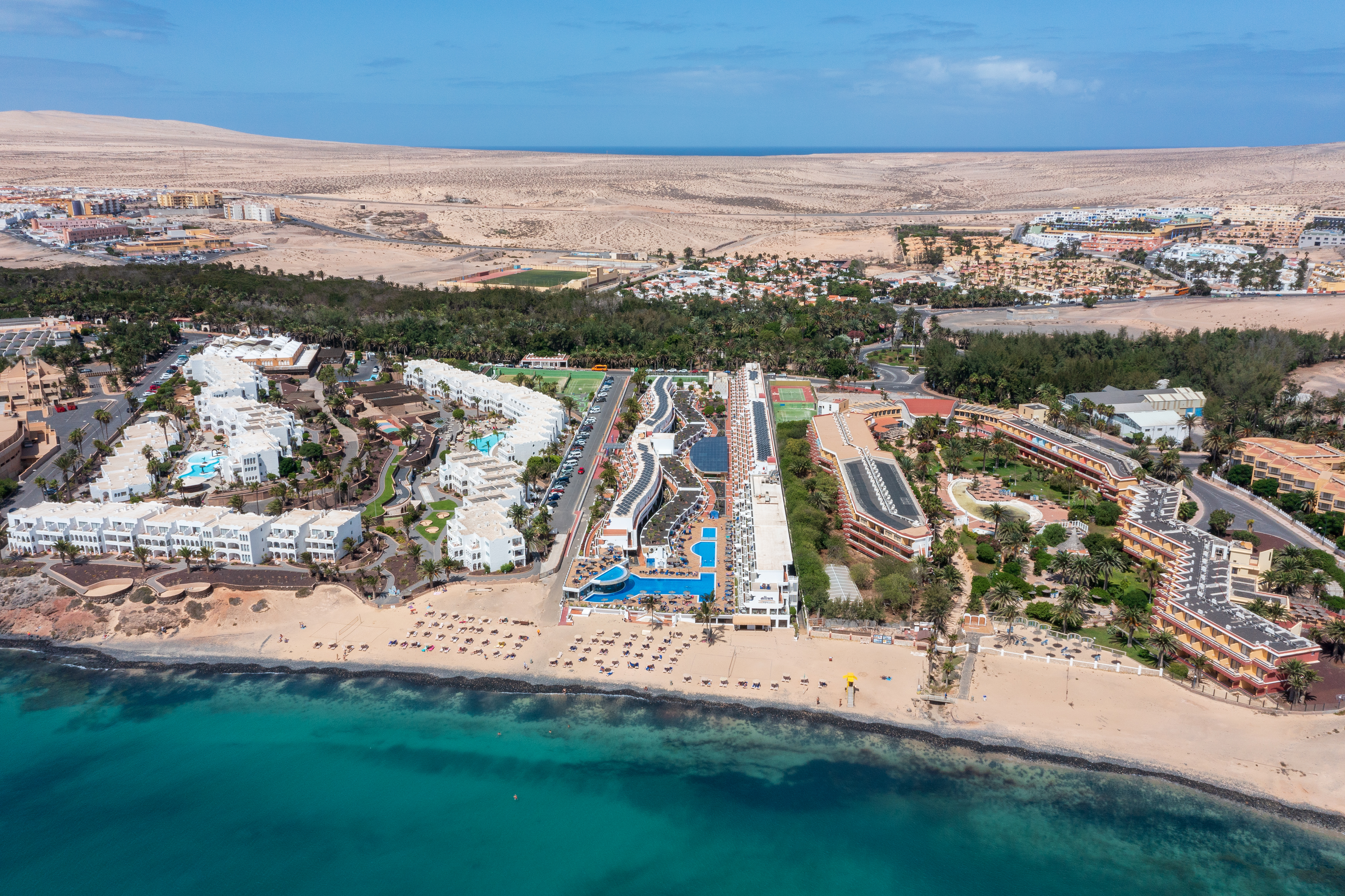
Strandhotels in Costa Calma

Costa Calma ist ein Ort auf der Kanarischen Insel Fuerteventura, Spanien. Er liegt am Beginn der Halbinsel Jandía, die den südlichen Teil von Fuerteventura einnimmt. Angesichts der weitläufigen Strände und des ganzjährig sonnigen Klimas gehört Costa Calma zu einem der beliebtesten Ferienorte der Kanaren. 
Der Ort hatte 2011 5.531 Einwohner. Bis 2021 stieg die Einwohnerzahl auf 5.782. Costa Calma ist wie Morro Jable und Solana Matorral Teil der Gemeinde Pájara. 

## Geografie

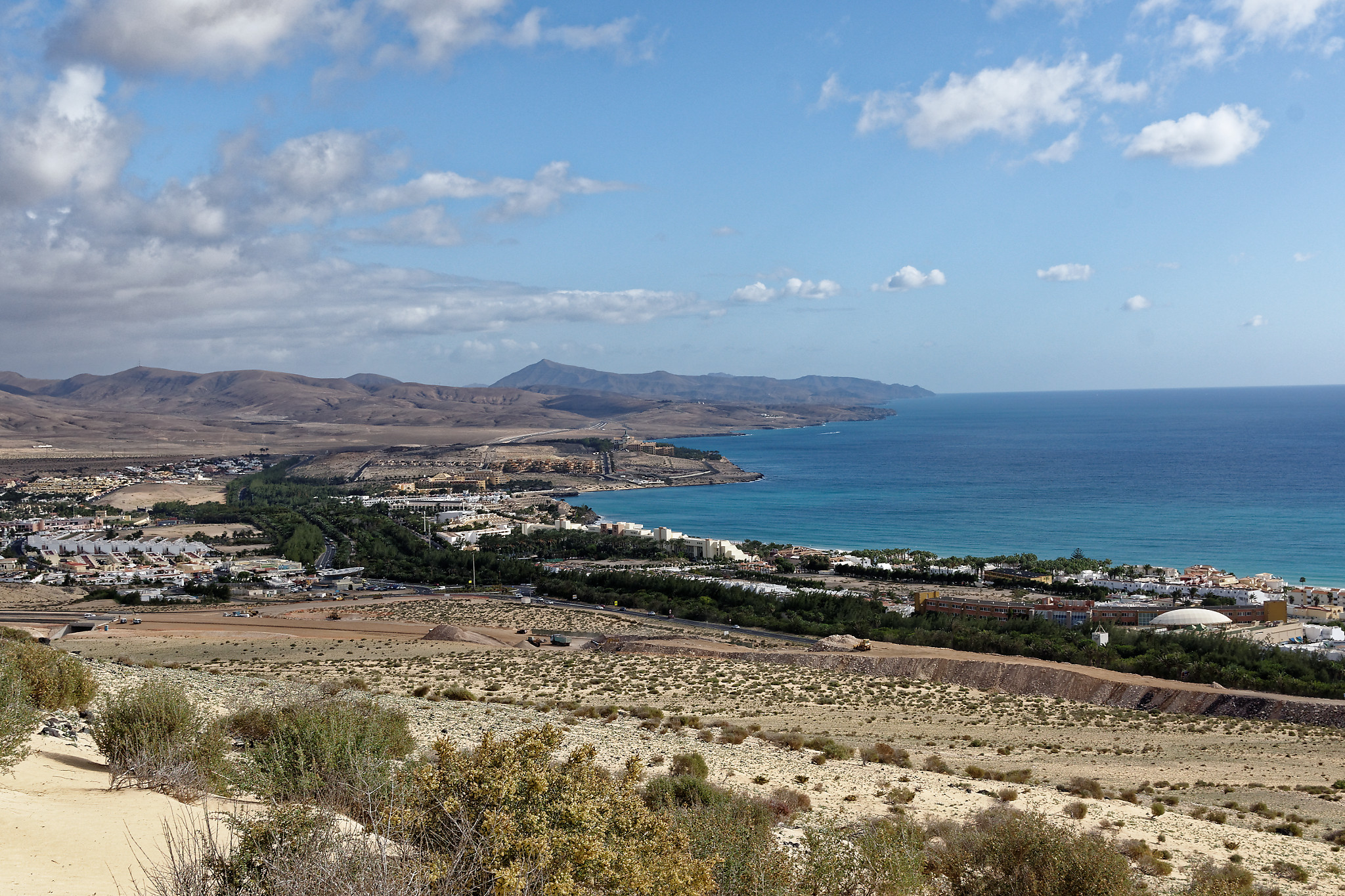
Panoramablick in Richtung Norden

Costa Calma ist eine überwiegend vom Tourismus geprägte Hotelsiedlung, die in den ausgehenden 1970er Jahren entlang eines goldgelben Strandes erbaut wurde. Zu den ersten Hotels kamen Restaurants und Geschäfte hinzu, so dass ein weitläufiger Ferienort entstand. Er liegt auf einem langgestreckten leicht hügeligen Rücken, der sanft zum Meer abfällt. 
Die südlichen und nördlichen Ortsteile von Costa Calma werden durch eine durch die ganze Urbanisation verlaufende Grünfläche getrennt. Diese großzügig mit Palmen aufgeforstete Parklandschaft wird mit den geklärten Abwässern der Hotels bewässert und eignet sich ideal für einen erholsamen Spaziergang. Die Vegetation der Gegend ist ansonsten äußerst karg und ähnelt in weiten Strecken einer Sandwüste.

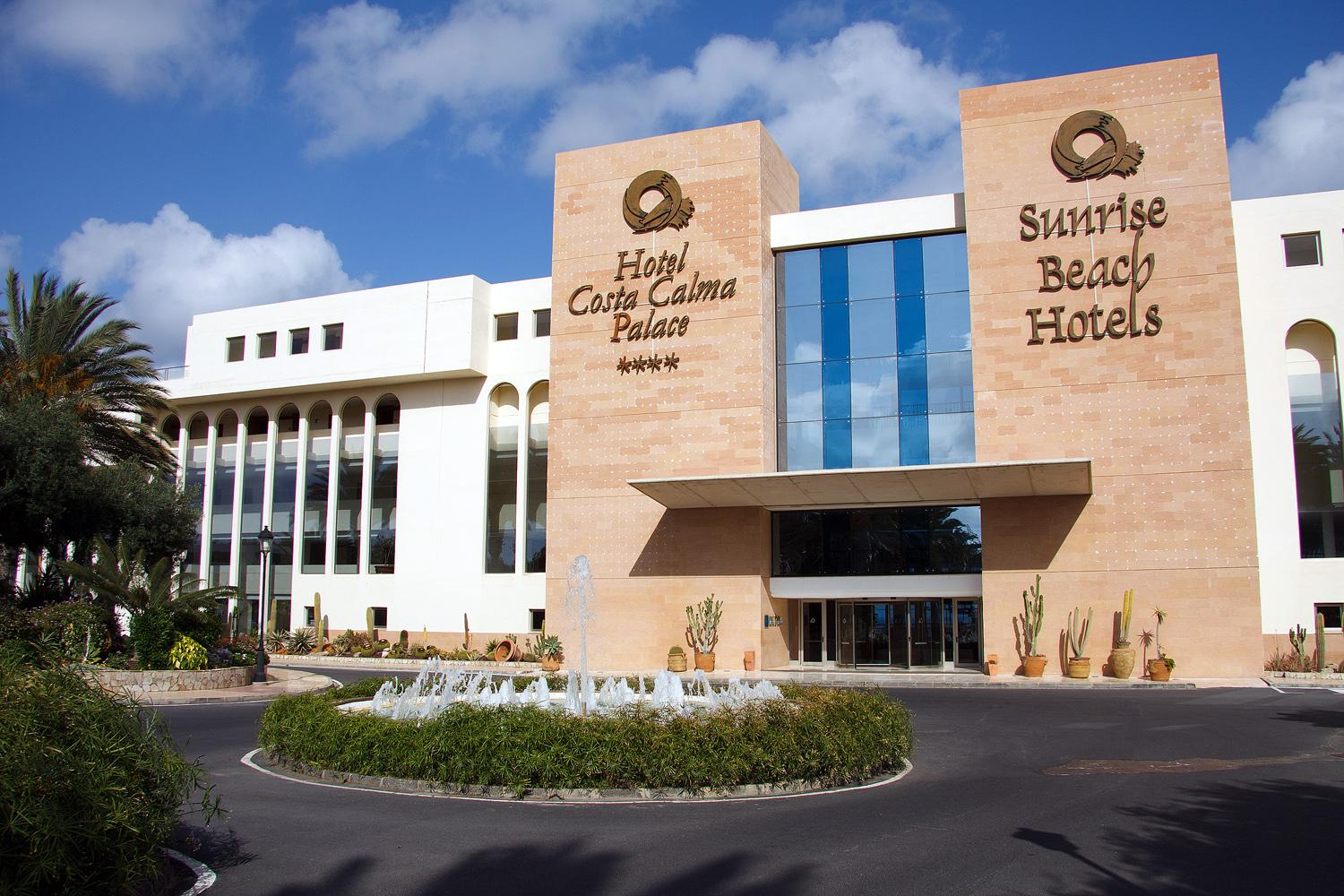
Eine Hotelanlage

In der ersten Erschließungsphase wurde niedrig gebaut, erst in den Jahren nach 2003 entstanden eine Vielzahl von großräumigen Beherbergungsbetrieben mit mehreren Stockwerken, was sich nicht unbedingt positiv auf das Ortsbild auswirkte. Die meisten davon bieten All inclusive-Urlaub an. Aufgrund der Länge des Ferienorts hat Costa Calma kein echtes Zentrum, doch mehrere große Einkaufszentren mit Restaurants, Bars und Läden fungieren als Mittelpunkt für die umliegenden Hotels und Apartments.

## Allgemeines
Costa Calma wird vornehmlich von deutschen Urlaubern gebucht. Es gibt viele von Deutschen geführte Cafés und kleine Geschäfte und auch die Unterhaltungsangebote sind oft in deutscher und selten in englischer Sprache. Der direkt an der Costa Calma in einer geschützten Bucht gelegene Sandstrand ist etwa 1,5 km lang und bringt vor allem Familien mit Kindern Vorteile, denn in dem meist ruhigen Wasser können auch kleine Kinder baden.

## Sehenswürdigkeiten

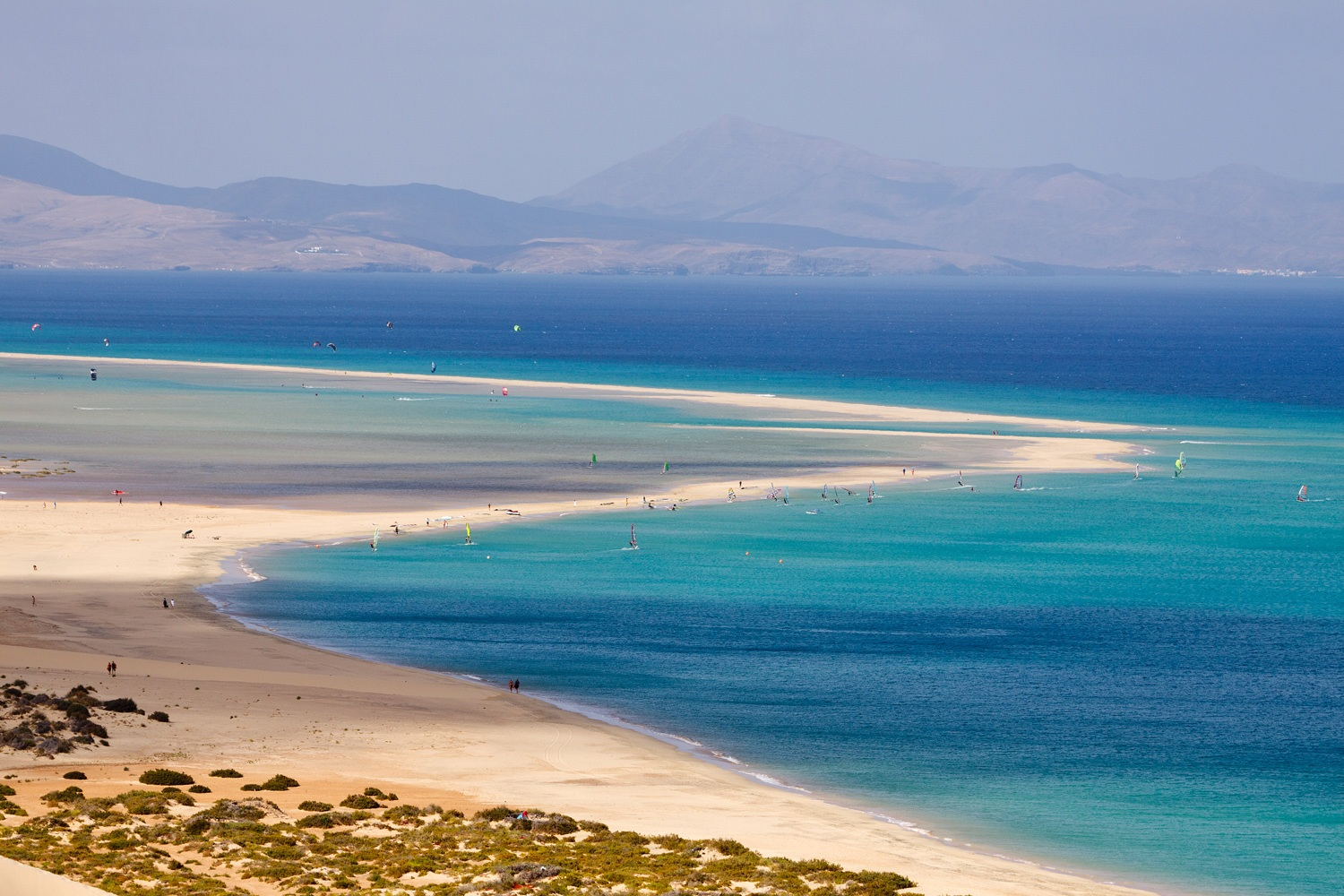
Blick auf Playa Barca

Eine der Sehenswürdigkeiten stellt der Strand dar. Bei Costa Calma beginnt die Playa de Sotavento, die sich ca. 30 Kilometer weit nach Süden bis zur Spitze der Insel hinzieht. In nördlicher Richtung ist der Strand durch schwarze Felsen, die auch ins Meer ragen, begrenzt. In Costa Calma gibt es den größten Wald der Insel, der vor allem aus Palmen und anderen, an das trockene Klima Fuerteventuras angepassten Pflanzen besteht. Dieser Wald lebt nur dank der künstlichen Tropfbewässerung. Benutzt wird gereinigtes Abwasser aus der Kläranlage.
Interessant ist auch der nahe gelegene Freizeitpark Oasis Wildlife Fuerteventura mit einem Kakteengarten, tropischen Pflanzen, afrikanischen Tieren sowie diversen Shows mit Tieren.
Die Winde sind durch die Lage an der Ostküste meist ablandig, somit gibt es weniger starke Wellen, daher der Name (ruhige Küste).Ein hervorragendes Surfrevier ist die sich im Südwesten an den Strand von Costa Calma anschließende Playa Barca, dort werden jedes Jahr im Sommer internationale Meisterschaften im Windsurfen abgehalten.

### Küstenwege
Von den Hotels in der ersten Reihe von Costa Calma kann immer am Strand entlang nach Playa Barca und weiter zu den Wanderdünen bei Risco del Paso gewandert werden (hin und zurück etwa fünf Stunden). Es ist möglich den größten Teil der Strecke barfuß zurückzulegen.
Zur unverbauten Westseite der Halbinsel Jandía führen Wege durch das wüstenhafte Gebiet von El Jable. Entlang des dortigen Hochufers gibt es teils auch anspruchsvolle Routen, zum Beispiel den Weg durch das Valle de Pecenescal zur Playa de Barlovento.
Weitere Wandermöglichkeiten bietet nördlich von Costa Calma die Küste von La Pared.